# Wegekreuz Altenbroicher Straße (Mönchengladbach)

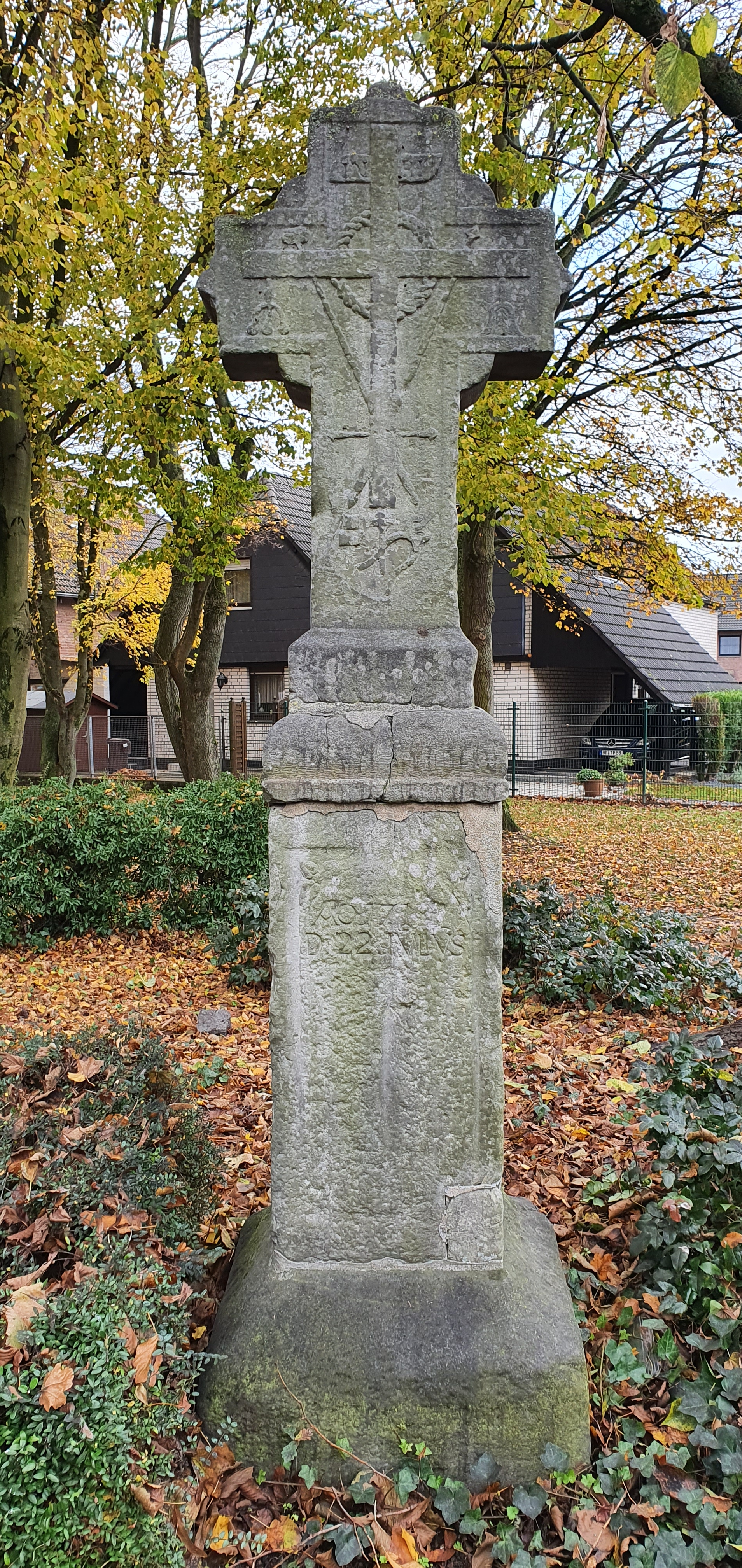
Vorderseite (2021)
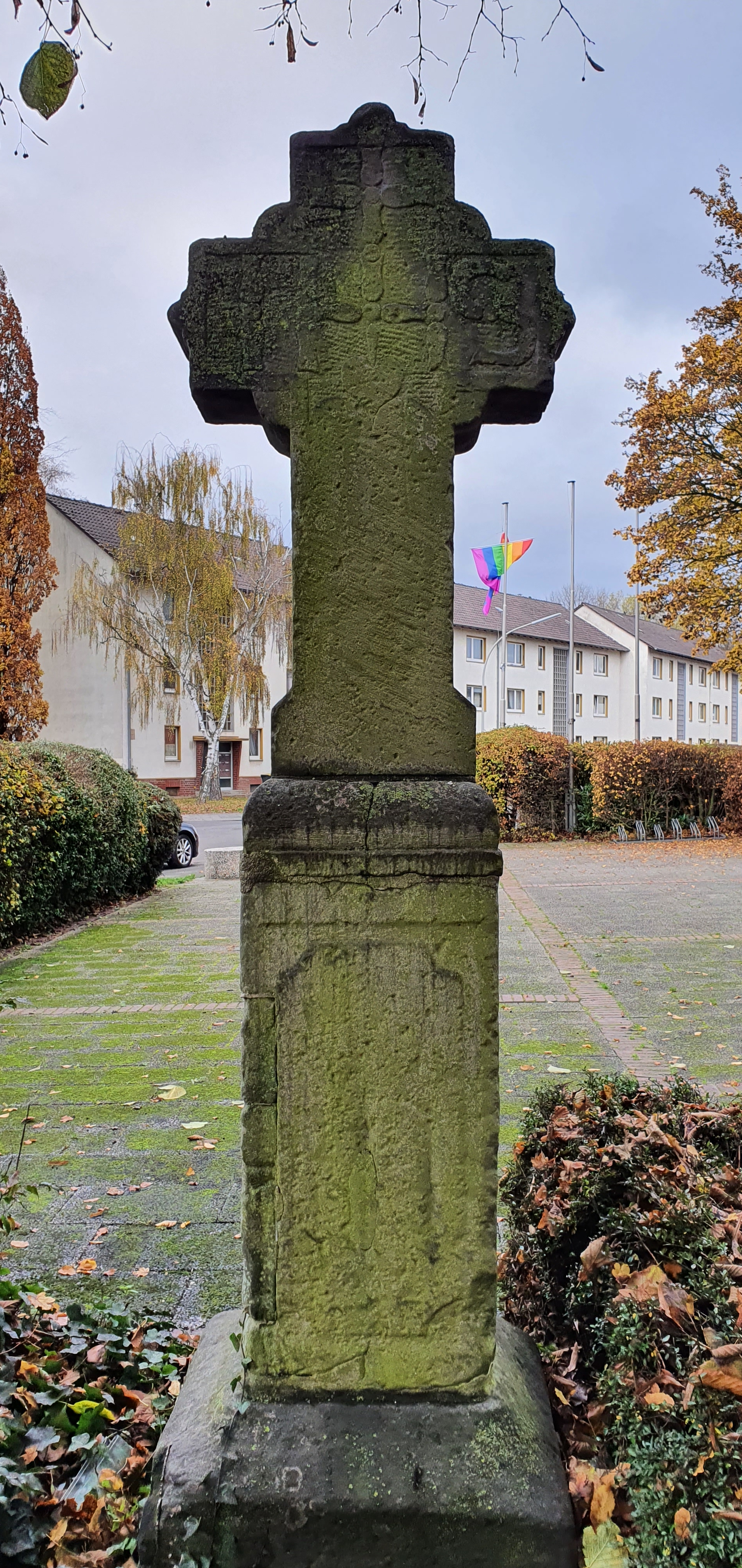
Rückseite (2021)

Das Wegekreuz Altenbroicher Straße befindet sich in Odenkirchen-Mülfort im Stadtbezirk Mönchengladbach Süd in Mönchengladbach (Nordrhein-Westfalen).
Das Kreuz wurde 1715 erbaut. Es ist unter Nr. A 055 am 28. Juli 2009 in die Denkmalliste der Stadt Mönchengladbach eingetragen worden.

## Lage
An der Altenbroicher Straße, unmittelbar neben der katholischen Kirche St. Paul in Mülfort, westlich der Dohrer Straße, versteckt unter Bäumen steht das gedrungene Wegekreuz.

## Architektur
Das Kreuz ist barock schlicht gestaltet. Aufgestellt auf einem hochrechteckigen Sockelstein, folgt eine mit Karnies profilierte Basis des Kreuzes, aus der sich der vertikale Kreuzstamm entwickelt. Der Querbalken ist kurzarmig. Die Vorderseite zeigt ein Flachrelief mit der Bezeichnung „INRI“, einem schmalen Kreuz und den aufgelegten Leidenswerkzeugen.
Gerahmt wird die Darstellung durch ein aufgelegtes, umlaufendes Band an den Rändern des Kreuzes. Auf dem Sockel ist das Kreuz bezeichnet: „AD 1715 22. Julius“. Die Rückseite trägt die Inschrift „IHS“ mit Kreuz und Herz. Es ist aus Liedberger Sandstein geschlagen und stammt wohl aus einer lokalen Werkstätte.